# Trioza liberta
Trioza liberta är en insektsart som beskrevs av Loginova 1968. Trioza liberta ingår i släktet Trioza och familjen spetsbladloppor. Inga underarter finns listade i Catalogue of Life.